# Euselasia fabia
Euselasia fabia är en fjärilsart som beskrevs av Frederick DuCane Godman 1903. Euselasia fabia ingår i släktet Euselasia och familjen Riodinidae. Inga underarter finns listade i Catalogue of Life.